# Tmeticus
Genre
Tmeticus est un genre d'araignées aranéomorphes de la famille des Linyphiidae.

## Distribution
Les espèces de ce genre se rencontrent en écozone holarctique.

## Liste des espèces
Selon World Spider Catalog (version 23.0, 17/06/2022) :
- Tmeticus affinis (Blackwall, 1855)
- Tmeticus brevipalpus Banks, 1901
- Tmeticus maximus Emerton, 1882
- Tmeticus neserigonoides Saito & Ono, 2001
- Tmeticus nigerrimus Saito & Ono, 2001
- Tmeticus nigriceps (Kulczyński, 1916)
- Tmeticus ornatus (Emerton, 1914)
- Tmeticus tolli Kulczyński, 1908
- Tmeticus vulcanicus Saito & Ono, 2001

## Systématique et taxinomie
Ce genre a été décrit par Menge en 1868.

## Publication originale
- Menge, 1868 : « Preussische Spinnen. Abteilung II. » Schriften der Naturforschenden Gesellschaft in Danzig, vol. 2, p. 153-218 (texte intégral).